# Superposition (Mathematik)
Unter Superpositionseigenschaft oder Superpositionsprinzip (von lateinisch super und positio; dt. Überlagerung) versteht man in der Mathematik eine Grundeigenschaft homogener linearer Gleichungen, nach der alle Linearkombinationen von Lösungen der Gleichung weitere Lösungen der Gleichung ergeben. Mit Hilfe des Superpositionsprinzips lassen sich die Lösungen inhomogener linearer Gleichungen als Summe der Lösungen der zugehörigen homogenen Gleichung und einer Partikulärlösung darstellen. Das Superpositionsprinzip wird oft bei schwer zu lösenden linearen Gleichungen, wie etwa linearen Differentialgleichungen, eingesetzt, indem das Ausgangsproblem auf einfacher zu lösende Teilprobleme zurückgeführt wird. Es besitzt vielfältige Anwendungen, insbesondere in der Physik.

## Grundlagen
Die folgenden Ausführungen gelten allgemein für Vektoren (beispielsweise Zahlen, Zahlentupel oder Funktionen) aus einem Vektorraum über einem beliebigen Körper (beispielsweise die reellen oder komplexen Zahlen).

### Lineare Gleichungen

Lösungen einer homogenen und einer inhomogenen reellen linearen Gleichung mit Unbekannten und

Eine Bestimmungsgleichung in der Unbekannten {\displaystyle x} heißt linear, wenn sie in die Form
{\displaystyle T(x)=b}
gebracht werden kann, wobei {\displaystyle T} eine lineare Abbildung und die rechte Seite {\displaystyle b} unabhängig von {\displaystyle x} ist. Eine Abbildung {\displaystyle T} heißt dabei linear, wenn für Konstanten {\displaystyle \lambda } und {\displaystyle \mu }
{\displaystyle T\left(\lambda x+\mu y\right)=\lambda T\left(x\right)+\mu T\left(y\right)}
gilt. Eine lineare Gleichung heißt homogen, falls die rechte Seite gleich Null ist, also wenn sie die Form
{\displaystyle T(x)=0}
besitzt, ansonsten nennt man die Gleichung inhomogen. Homogene lineare Gleichungen besitzen mindestens die triviale Lösung {\displaystyle x=0}.
Beispiele
Die skalare lineare Gleichung
{\displaystyle 3\cdot x_{1}+4\cdot x_{2}=0}
mit der Unbekannten {\displaystyle x=(x_{1},x_{2})} ist homogen und wird insbesondere durch die triviale Lösung {\displaystyle x=(0,0)} erfüllt, während die Gleichung
{\displaystyle 3\cdot x_{1}+4\cdot x_{2}=12}
inhomogen ist und nicht durch die triviale Lösung erfüllt wird.

### Superpositionseigenschaft

Superpositionseigenschaft am Beispiel der homogenen linearen Gleichung. Die Gleichung wird durch und sowie allen Linearkombinationen dieser Lösungen gelöst.

Sind {\displaystyle {\hat {x}}} und {\displaystyle {\bar {x}}} zwei Lösungen einer homogenen linearen Gleichung, dann lösen diese Gleichung auch alle Linearkombinationen {\displaystyle c{\hat {x}}+d{\bar {x}}} der beiden Lösungen, da
{\displaystyle T(c{\hat {x}}+d{\bar {x}})=T(c{\hat {x}})+T(d{\bar {x}})=cT({\hat {x}})+dT({\bar {x}})=0+0=0}.
Verallgemeinert gilt diese Aussage auch für alle Linearkombinationen mehrerer Lösungen zu einer neuen Lösung.
Beispiel
Die homogene lineare Gleichung
{\displaystyle 2\cdot x_{1}-3\cdot x_{2}=0}
wird beispielsweise durch die beiden Lösungen
{\displaystyle ({\hat {x}}_{1}=3,{\hat {x}}_{2}=2)} und {\displaystyle ({\bar {x}}_{1}=6,{\bar {x}}_{2}=4)}
erfüllt. Damit sind auch
{\displaystyle ({\hat {x}}_{1}+{\bar {x}}_{1},{\hat {x}}_{2}+{\bar {x}}_{2})=(9,6)}
und
{\displaystyle (4{\hat {x}}_{1}+3{\bar {x}}_{1},4{\hat {x}}_{2}+3{\bar {x}}_{2})=(30,20)}
Lösungen der Gleichung.

### Partikulärlösung

Superpositionsprinzip bei der linearen Gleichung : Lösung der homogenen Gleichung (blau), Partikulärlösung (grün) und Lösung der inhomogenen Gleichung (rot)

Im Gegensatz zu einer homogenen linearen Gleichung, die stets mindestens Null als Lösung besitzt, muss eine inhomogene Gleichung nicht immer lösbar sein, das heißt, ihre Lösungsmenge kann leer sein. Falls eine inhomogene Gleichung lösbar ist, lassen sich ihre Lösungen als Summe der Lösungen der zugehörigen homogenen Gleichung und einer Partikulärlösung, also irgendeiner frei wählbaren Lösung der inhomogenen Gleichung darstellen: Sei {\displaystyle {\bar {x}}} eine konkrete Lösung einer inhomogenen linearen Gleichung und sei {\displaystyle y} die allgemeine Lösung des zugehörigen homogenen Problems, dann ist {\displaystyle y+{\bar {x}}} die allgemeine Lösung der inhomogenen Gleichung, da
{\displaystyle T(y+{\bar {x}})=T(y)+T({\bar {x}})=0+b=b}
gilt. Dieses Superpositionsprinzip wird oft zur Lösung inhomogener linearer Gleichungen eingesetzt, da die Lösung der homogenen linearen Gleichung und das Auffinden einer Partikulärlösung oft leichter als die Lösung des Ausgangsproblems ist.
Beispiel
Eine konkrete Lösung der inhomogenen Gleichung
{\displaystyle x_{1}-2x_{2}=10}
ist
{\displaystyle {\bar {x}}_{1}=4,{\bar {x}}_{2}=-3}.
Sind nun {\displaystyle y=(y_{1},y_{2})} die Lösungen der zugehörigen homogenen Gleichung
{\displaystyle y_{1}-2y_{2}=0},
also alle {\displaystyle y} mit {\displaystyle y_{1}=2y_{2}}, dann wird die inhomogene Gleichung allgemein gelöst durch
{\displaystyle x=y+{\bar {x}}=(y_{1}+{\bar {x}}_{1},y_{2}+{\bar {x}}_{2})=(2y_{2}+4,y_{2}-3)=(2t+4,t-3)}    mit    {\displaystyle t\in \mathbb {R} }.

### Überlagerung von Lösungen
Eine wichtige Anwendung des Superpositionsprinzips stellt die Überlagerung von Teillösungen einer linearen Gleichung zu einer Gesamtlösung dar. Lässt sich die rechte Seite {\displaystyle b} einer inhomogenen linearen Gleichung als Summe {\displaystyle b_{1}+b_{2}} darstellen, gilt also
{\displaystyle T(x)=b_{1}+b_{2}},
und sind {\displaystyle x_{1}} und {\displaystyle x_{2}} jeweils die Lösungen der Einzelprobleme
{\displaystyle T(x_{1})=b_{1}}   bzw.   {\displaystyle T(x_{2})=b_{2}},
dann ist die Gesamtlösung des Ausgangsproblems die Summe der beiden Einzellösungen, das heißt
{\displaystyle x=x_{1}+x_{2}}.
Ein solches Vorgehen ist insbesondere dann vorteilhaft, wenn die Einzelprobleme leichter zu lösen sind, als das Ausgangsproblem. Die Konstruktion lässt sich, sofern die entsprechenden Summen konvergieren, auch auf die Überlagerung unendlich vieler Einzellösungen verallgemeinern. Joseph Fourier benutzte solche Reihen zum Lösen der Wärmeleitungsgleichung und begründete damit die Fourier-Analysis.

## Einsatzbeispiele

### Lineare diophantische Gleichungen

Superpositionsprinzip bei der linearen diophantischen Gleichung : Lösungen der homogenen Gleichung (blau), Partikulärlösung (grün) und Lösungen der inhomogenen Gleichung (rot)

Bei linearen diophantischen Gleichungen ist die Unbekannte {\displaystyle x} ein ganzzahliger Vektor für den
{\displaystyle a_{1}x_{1}+a_{2}x_{2}+\;\cdots \;+a_{n}x_{n}=b}
gelten soll, wobei {\displaystyle a_{1},\ldots ,a_{n}} und {\displaystyle b} ganzzahlige Koeffizienten sind. Die Lösungen linearer diophantischer Gleichungen kann man dann durch Kombination der Lösung der homogenen Gleichung mit einer Partikulärlösung, die mit dem erweiterten euklidischen Algorithmus gefunden werden kann, angeben.
Beispiel
Es sind die ganzzahligen Lösungen {\displaystyle x=(x_{1},x_{2})} der linearen diophantischen Gleichung
{\displaystyle 2x_{1}+3x_{2}=26}
gesucht. Die Lösungen der zugehörigen homogenen Gleichung
{\displaystyle 2y_{1}+3y_{2}=0}
ergeben sich als
{\displaystyle y=(y_{1},y_{2})=(3t,-2t)}    mit    {\displaystyle t\in \mathbb {Z} }.
Eine Partikulärlösung der inhomogenen Gleichung ist hier
{\displaystyle {\bar {x}}=(4,6)}
wodurch sich die Gesamtheit der Lösungen der inhomogenen Gleichung als
{\displaystyle x=y+{\bar {x}}=(3t,-2t)+(4,6)=(3t+4,-2t+6)}    mit    {\displaystyle t\in \mathbb {Z} }
ergibt.

### Lineare Differenzengleichungen

Superpositionsprinzip bei der linearen Differenzengleichung : Lösung der homogenen Gleichung für den Startwert (blau), Partikulärlösung für (grün) und Lösung der inhomogenen Gleichung für (rot)

Bei linearen Differenzengleichungen ist die Unbekannte {\displaystyle (x_{n})_{n}} eine Folge, für die
{\displaystyle a_{0}(n)x_{n}+a_{1}(n)x_{n-1}+\;\cdots \;+a_{k}(n)x_{n-k}=b(n)}    für    {\displaystyle n\in \mathbb {N} ,n\geq k}
gelten soll, wobei {\displaystyle a_{0}(n),\ldots ,a_{k}(n)} sowie {\displaystyle b(n)} Koeffizienten sind. Die Lösung einer Differenzengleichung hängt von den Startwerten {\displaystyle x_{0},\ldots ,x_{k-1}} ab. Homogene lineare Differenzengleichungen mit konstanten Koeffizienten können beispielsweise mit Hilfe der zugehörigen charakteristischen Gleichung gelöst werden.
Beispiel
Die lineare Differenzengleichung erster Ordnung mit konstanten Koeffizienten
{\displaystyle x_{n}-2x_{n-1}=3}
ergibt für den Startwert {\displaystyle x_{0}=c} die Folge {\displaystyle (2c+3,4c+9,8c+21,16c+45\ldots )}. Um die explizite Lösungsdarstellung in Abhängigkeit vom Startwert zu finden,
betrachtet man die zugehörige homogene Differenzengleichung
{\displaystyle y_{n}-2y_{n-1}=0},
deren Lösung für den Startwert {\displaystyle y_{0}=c} die Folge {\displaystyle (2c,4c,8c,16c\ldots )}, also
{\displaystyle y_{n}=c2^{n}}
ist. Eine Partikulärlösung der inhomogenen Gleichung ergibt sich durch die Wahl des Startwerts {\displaystyle {\bar {x}}_{0}=0}, was dann die Folge {\displaystyle (3,9,21,45\dots )} ergibt, für die
{\displaystyle {\bar {x}}_{n}=3(2^{n}-1)}
gilt. Somit ergibt sich die explizite Lösung des inhomogenen Problems zu
{\displaystyle x_{n}=y_{n}+{\bar {x}}_{n}=c2^{n}+3(2^{n}-1)=(c+3)2^{n}-3}.

### Lineare gewöhnliche Differentialgleichungen

Superpositionsprinzip bei der linearen gewöhnlichen Differentialgleichung : Lösungen der homogenen Gleichung (blau), Partikulärlösung (grün) und Lösungen der inhomogenen Gleichung (rot) für variierende Anfangsbedingungen

Bei linearen gewöhnlichen Differentialgleichungen ist die Unbekannte eine Funktion {\displaystyle f}, für die
{\displaystyle a_{n}(x)f^{(n)}(x)+\cdots +a_{1}(x)f'(x)+a_{0}(x)f(x)=g(x)}
gelten soll, wobei {\displaystyle a_{0},\ldots ,a_{n}} Koeffizientenfunktionen sind und {\displaystyle g} eine weitere Funktion als rechte Seite ist. Die Lösung einer homogenen linearen Differentialgleichung kann über das zugehörige Fundamentalsystem angegeben werden, eine Partikulärlösung kann beispielsweise mittels der Variation der Konstanten gefunden werden.
Beispiel
Gesucht ist die Lösung der inhomogenen gewöhnlichen Differentialgleichung erster Ordnung
{\displaystyle f'(x)+xf(x)=(1+x)e^{x}}
Die allgemeine Lösung der zugehörigen homogenen Gleichung
{\displaystyle h'(x)+xh(x)=0}
ist gegeben durch
{\displaystyle h(x)=e^{-\int x\;dx}=ke^{-x^{2}/2}}
mit der Integrationskonstanten {\displaystyle k\in \mathbb {R} }. Um eine Partikulärlösung {\displaystyle {\bar {f}}} zu ermitteln, verwendet man den Lösungsansatz des homogenen Problems
{\displaystyle {\bar {f}}(x)=c(x)e^{-x^{2}/2}}
und versucht die Konstante {\displaystyle c(x)}, die nun von {\displaystyle x} abhängt, zu finden. Mittels der Produktregel erhält man für die Ableitung von {\displaystyle {\bar {f}}}
{\displaystyle {\bar {f}}'(x)=c'(x)e^{-x^{2}/2}-c(x)xe^{-x^{2}/2}}
und durch Einsetzen in die Originalgleichung
{\displaystyle {\bar {f}}'(x)+x{\bar {f}}(x)=c'(x)e^{-x^{2}/2}-c(x)xe^{-x^{2}/2}+c(x)xe^{-x^{2}/2}=c'(x)e^{-x^{2}/2}=(1+x)e^{x}}
und somit durch Integration
{\displaystyle c(x)=e^{x+x^{2}/2}},
wobei man die Integrationskonstante zu Null setzen kann, da man an nur einer speziellen Lösung interessiert ist. Insgesamt erhält man so die Lösung des inhomogenen Problems als
{\displaystyle f(x)=h(x)+{\bar {f}}(x)=ke^{-x^{2}/2}+e^{x+x^{2}/2}e^{-x^{2}/2}=ke^{-x^{2}/2}+e^{x}}.
Durch Wahl einer Anfangsbedingung, beispielsweise {\displaystyle f(0)=k+1}, ist die Lösung dann eindeutig bestimmt.

### Lineare partielle Differentialgleichungen

Lösung der homogenen Wärmeleitungs-Gleichung mit als Anfangsbedingung

Partikulärlösung der inhomogenen Wärmeleitungs-Gleichung mit Null-Anfangsbedingung

Lösung der inhomogenen Wärmeleitungs-Gleichung mit als Anfangsbedingung

Bei linearen partiellen Differentialgleichungen ist die Unbekannte eine Funktion mehrerer Veränderlicher {\displaystyle f}, für die
{\displaystyle \sum _{\alpha _{1}=0}^{n}\cdots \sum _{\alpha _{m}=0}^{n}a_{\alpha }(x){\frac {\partial ^{|\alpha |}f(x)}{\partial x_{1}^{\alpha _{1}}\cdots \partial x_{m}^{\alpha _{m}}}}=g(x)}
gelten soll, wobei {\displaystyle x=(x_{1},\ldots ,x_{m})}, {\displaystyle \alpha =(\alpha _{1},\ldots ,\alpha _{m})} und {\displaystyle a_{\alpha }(x)} sowie {\displaystyle g(x)} Koeffizientenfunktionen sind. Homogene sowie inhomogene lineare partielle Differentialgleichungen können beispielsweise über Fundamentallösungen oder den Separationsansatz gelöst werden.
Beispiel
Gegeben sei die folgende Wärmeleitungsgleichung als Anfangs-Randwertproblem
{\displaystyle f_{t}-f_{xx}=\pi ^{2}\sin(\pi x)}
mit den Dirichlet-Randbedingungen {\displaystyle f(0,t)=f(1,t)=0} und der Anfangsbedingung {\displaystyle f(x,0)=2\sin(\pi x)}. Die Lösung der entsprechenden homogenen Gleichung
{\displaystyle h_{t}-h_{xx}=0}
mit gleichen Anfangs- und Randbedingungen erhält man mit Hilfe des Separationsansatzes
{\displaystyle h(x,t)=F(x)G(t)}
womit gilt
{\displaystyle h_{t}-h_{xx}=F(x)G'(t)-F''(x)G(t)=0}
und somit
{\displaystyle {\frac {F(x)}{F''(x)}}={\frac {G(t)}{G'(t)}}}.
Nachdem nun die linke Seite der Gleichung nur von {\displaystyle x} und die rechte Seite nur von {\displaystyle t} abhängt, müssen beide Seiten gleich einer Konstanten {\displaystyle k} sein. Also müssen für {\displaystyle F} und {\displaystyle G} die gewöhnlichen Differentialgleichungen
{\displaystyle F''(x)-kF(x)=0}     und     {\displaystyle G'(t)-kG(t)=0}
gelten, was für die gegebenen Anfangsbedingungen {\displaystyle k=-\pi ^{2}} die Lösung
{\displaystyle h(x,t)=2\sin(\pi x)e^{-\pi ^{2}t}}
ergibt. Mit dem gleichen Ansatz erhält man die Partikulärlösung der inhomogenen Gleichung mit Null-Anfangsbedingung {\displaystyle f(x,0)=0} als
{\displaystyle {\bar {f}}(x,t)=\sin(\pi x)(1-e^{-\pi ^{2}t})},
womit die Gesamtlösung durch
{\displaystyle f(x,t)=h(x,t)+{\bar {f}}(x,t)=2\sin(\pi x)e^{-\pi ^{2}t}+\sin(\pi x)(1-e^{-\pi ^{2}t})=\sin(\pi x)(e^{-\pi ^{2}t}+1)}
gegeben ist.

## Anwendungen
Das Superpositionsprinzip besitzt vielfältige Anwendungen insbesondere in der Physik, beispielsweise bei der Überlagerung von Kräften, der Interferenz von Wellen, der Überlagerung quantenmechanischer Zustände, Erwärmungsvorgängen in der Thermodynamik oder der Netzwerkanalyse in der Elektrotechnik.